# Битва біля Комарного (1672)
Битва біля Комарного — бій, що відбувся 9 жовтня 1672 року біля міста Комарно під час походу Собеського проти чамбулів у ході польсько-турецької війни 1672—1676.

## Битва
Після перемоги над татарами під Немировим великий коронний гетьман Ян Собеський (2,5-3 тис. кінноти і драгунів) рушив 9 жовтня на Городок. Коли він минав Яворів, то зорієнтувався по загравам вогнищ, що головні сили татар йдуть у напрямку на Перемишль і Самбір. У цій ситуації Собеський вислав у напрямі Городка Ягеллонського 20 жовнірів, а сам з головними силами вирушив на південний захід у напрямі Рудків з метою перерізати татарам шлях відступу на південь. Під Хошанами Собеський розбив один з чамбулів, а від бранців довідався, що в долині під Комарним на західному березі Ставу Клітецького знаходиться татарський кіш нуреддина-солтана (10 тис. кримських татар, 400 липківських татар а також 400 козаків Дорошенка).
Бажаючи застати ворога зненацька, Собеський, не зважаючи на дощ і непролазну грязюку на шляхах, пройшов без зупинки 57 кілометрів. Собеський вирішив частиною сил зв'язати татарську орду, тоді як його головні сили мали ударити по лівому крилу татар, щоб відрізати їх від переправи через Верещицю і греблі через ставки. На чолі групи, що мала завдати демонстраційного удару (1000 жовнірів) став Стефан Бідзінський. Сам Собеський став на чолі головної ударної групи, що налічувала 1,5 тис. жовнірів, до складу якої увійшов весь його контингент гусарів.
Близько 16 години татари помітили групу Бідзінського і кинули проти нього свої головні сили. Групу Собеського татари побачили лише тоді, коли та навалилася на їхній фланг. У цій ситуації татари кинулися тікати на захід, прагнучи прослизнути між групами Собеського і Бідзінського. Та частина татар, що спробувала пробитися через греблю, була витята дощенту. Решта, хоч і була атакована з обох сторін, змогла прорватися у напрямі Бенькової Вишні і Рудків. Уночі коронним військам удалося наздогнати татар коло переправи через Вишню і завершити їхній розгром. Із сильної армії нуреддин-султана тільки 1,5 тис. татар змогло переправитися через Дністер і долучитися до одного з чамбулів армії ханського сина Хаджі Гірея.
У день битви під Комарним польські вояки пройшли близько 100 кілометрів і звільнили з ясиру 20 тис. людей.